# Lachnellula
Lachnellula oder auch Nadelholz-Haarbecherchen bilden eine Pilz-Gattung aus der Familie der Lachnaceae. In Mitteleuropa kommen über zehn Arten vor, beispielsweise Lachnellula subtilissima und Lachnellula willkommii.

## Beschreibung
Die Arten der Gattung Lachnellula bilden kleine, meist kurz gestielte Fruchtkörper mit dottergelber bis orangefarbiger Fruchtschicht und weiß- oder seltener braunhaariger Außenseite. Die Apothecien sind jung becherförmig, später schüssel- bis flachtellerförmig. Die Fruchtschicht ist dottergelb bis orange, die Außenseite und der Rand sind bei einigen Arten dicht mit braunen Haaren, bei den meisten Arten mit weißen Haaren besetzt. Im trockenen Zustand sind die Fruchtkörper meist stark eingerollt. Die braunhaarigen Arten sind dadurch auf der ebenfalls braunen Rinde der Nadelhölzer leicht zu übersehen.
Die Gattung ist wegen der äußeren Behaarung Dasyscyphus sehr ähnlich, jedoch sind die Paraphysen feiner, fädig und nicht länger als die Asci. Die Arten besitzen alle eine kräftige Färbung. Lugol ruft beim Ascus-Porus keine Verfärbung hervor.

## Ökologie
Die Arten der Gattung leben in der Regel saprophytisch an totem Nadelholz, daneben kommen parasitische Arten, wie das Lärchen-Krebsbecherchen (Lachnellula willkommii) vor. Ihre strenge Bindung an Nadelholz unterscheidet sie von anderen ähnlichen Gattungen wie Dasyscyphus.

## Arten (Auswahl)
Die Gattung umfasst etwa 35–40 Arten.  Alleine in der Steiermark kommen 17 Arten einschließlich Unterarten vor. Die Datenbank der Pilze Österreichs gibt folgende Arten an:
- Goldgelbes Braunhaarbecherchen (Lachnellula arida)
- Pokalförmiges Haarbecherchen (Lachnellula calcyformis)
- Orangegelbes Braunhaarbecherchen (Lachnellula flavovirens)
- Fuckel's Nadelholzhaarbecherchen (Lachnellula fuckelii)
- Braunhaariges  Föhrenbecherchen (Lachnellula fuscosanguinea)
- Tannenwald-Nadelholzhaarbecherchen (Lachnellula gallica)
- Hyalines Nadelholzhaarbecherchen   (Lachnellula hyalina)
- Lärchenwald-Nadelholzhaarbecherchen (Lachnellula laricis)
- Lärchen-Nadelholzhaarbecherchen (Lachnellula occidentalis)
- Lachnellula resinaria
- Weißtannen-Haarbecherchen (Lachnellula subtilisima)
- Rundsporiges Föhrenhaarbecherchen (Lachnellula suecica)
- Schönes Nadelholzhaarbecherchen (Lachnellula splendens)
- Lärchen-Krebsbecherchen (Lachnellula willkommii)

## Bedeutung
Das Lärchen-Krebsbecherchen ruft an Lärchen den Lärchenkrebs hervor.

## Belege
- Ewald Gerhardt: Pilze. BLV Buchverlag, München 2006, ISBN 978-3-8354-0053-5, Seite 558.
- Heinrich Dörfelt, Gottfried Jetschke (Hrsg.): Wörterbuch der Mycologie. 2. Auflage. Spektrum Akademischer Verlag, Heidelberg/Berlin 2001, ISBN 3-8274-0920-9.
- Josef Breitenbach, Fred Kränzlin (Hrsg.): Pilze der Schweiz. Beitrag zur Kenntnis der Pilzflora der Schweiz. Band 1: Ascomyceten (Schlauchpilze). 2., korrigierte Auflage. Mykologia, Luzern 1984, ISBN 3-85604-011-0.